# Mecynopla
Mecynopla é um gênero de mariposa pertencente à família Acrolophidae.